# Monastère de Manastirak
Le monastère de Manastirak (en serbe cyrillique : Манастир Манастирак ; en serbe latin :Manastir Manastirak) est un monastère orthodoxe serbe situé à Velika Kruševica, dans le district de Pomoravlje et dans la municipalité de Rekovac en Serbie. L'église du monastère, dédiée à saint Nicolas, est inscrite sur la liste des monuments culturels protégés de la république de Serbie (identifiant no SK 152),.

## Présentation
Selon la tradition, le monastère a été fondé au XVe siècle, à l'époque du despote serbe Stefan Lazarević, en même temps que celui de Kalenić situé à proximité. Son ancienneté a été confirmée en 2006, lors du remplacement du sol de l'église, par la découverte de pièces de monnaie en argent à l'effigie du prince Lazare Hrebeljanović et d'un médaillon en argent portant l'inscription « Hrebeljanovići »,.
En 2008, l'évêque de l'éparchie de Šumadija Jovan a fait restaurer l'église du monastère et, en janvier 2009, il a consacré la première pierre d'un nouveau konak (résidence monastique).

## Église
Par son style et sa décoration, l'église appartient à la tradition de l'école moravienne de la Serbie médiévale et elle ressemble dans une certaine mesure à celle de Kalenić. Elle s'inscrit dans un plan cruciforme. La nef est prolongée par l'abside du chœur encadrée par deux autres absides dans la zone de l'autel ; la nef est précédée par un narthex rectangulaire. À l'est, l'église est surmontée par un dôme octogonal fin et élevé reposant sur un tambour.